# Piotr Kurnatowski
Piotr Kurnatowski (ur. 26 listopada 1951 w Łodzi) – polski lekarz, otolaryngolog, parazytolog, mykolog, profesor zwyczajny, wykładowca Uniwersytetu Medycznego w Łodzi, Uniwersytetu Warmińsko-Mazurskiego w Olsztynie, Akademii Nauk Stosowanych Angelusa Silesiusa.

## Życiorys
Urodził się 26 listopada 1951 w Łodzi. Jego rodzice byli lekarzami. Po uzyskaniu świadectwa dojrzałości w 1969 i pomyślnym zdaniu egzminów wstępnych do Akademii Medycznej w Łodzi, od 1 października 1969 został uczniem tej uczelni. Studia ukończył z wyróżnieniem.
Był długoletnim pracownikiem Kliniki Otolaryngologii Uniwersytetu Medycznego w Łodzi, członkiem Polskiego Towarzystwa Otolaryngologów – Chirurgów Głowy i Szyi, a także był w latach 2010-2014 przewodniczącym łódzkiego oddziału tej organizacji. Pełnił funkcję skarbnika Ogólnopolskich Zjazdów Polskiego Towarzystwa Laryngologicznego (1981 i 2008). Był współorganizatorem i wykładowcą na konferencjach fachowych z zakresu otolaryngologii, jak również autorem, czy współautorem ponad 60 publikacji naukowych, w szczególności z tematyki chorób uszu, nosa, gardła i krtani. Do 2023 wypromował dziewięć prac doktorskich. Obecnie wykłada na Akademii Nauk Stosowanych Angelusa Silesiusa w Wałbrzychu. Jest przewodniczącym rady naukowej Instytutu Parazytologii im. Witolda Stefańskiego Polskiej Akademii Nauk.

## Odznaczenia
- Srebrny Krzyż Zasługi (2010)[4]